# 托雷韦基亚皮亚
托雷韦基亚皮亚（義大利語：Torrevecchia Pia），是意大利帕维亚省的一个市镇。总面积16平方公里，人口3289人，人口密度205.6人/平方公里（2009年）。国家统计（ISTAT）代码为018160。